# ユミちゃんの引越し 〜さよならツトム君〜
「ユミちゃんの引越し 〜さよならツトム君〜」（ユミちゃんのひっこし さよならツトムくん）は、日本の楽曲。作詞・作曲：みなみらんぼう、編曲：千代正行、歌：川橋啓史と大塚佳子（両名とも当時NHK東京児童合唱団所属）。

## 概要
1976年10月 - 11月にNHKの『みんなのうた』で紹介。同年4月-5月に同番組で放送され、『みんなのうた』始まって以来の大ヒットを飛ばした「山口さんちのツトム君」の、アンサーソングとして企画された楽曲で、作詞・作曲のみなみらんぼう、編曲の千代正行、歌の川橋啓史、アニメ担当の田中ケイコが再登板、そしてユミのパートのみ、大塚佳子が新たに加入した。
「山口さんちのツトム君」で主人公的な存在のガールフレンドが、この楽曲で「ユミ」という名である事が明かされ、そして内容は「ツトム君」とは正反対にツトムが主人公となり、1番では遠い町へ引っ越すユミを見送り、2番では小遣いを貯めて、将来ユミの町へ行こうとするツトムの気持ちを歌っている。
当時は各社からレコードが発売されたものの、再放送は1977年2月 - 3月の1回だけだった。だが2011年から始まった『みんなのうた発掘プロジェクト』で映像が提供され、2012年10月 - 11月に実に35年7か月ぶりに再放送された。9年後の2021年には3月限定で再放送、同年同月には『山口さんちのツトム君』も再放送される。

## シングル収録曲
特記なき「ユミちゃんの引越し 〜さよならツトム君〜」の歌手は川橋啓史と大塚佳子。

### ポリドール盤（DQ-1005）
レーベルはNHKレコード。
1. ユミちゃんの引越し 〜さよならツトム君〜
2. ボクたち大阪の子どもやでェ（歌：T.J.C）

### パイオニア盤（L-2509P）
1. ユミちゃんの引越し 〜さよならツトム君〜
2. ボクたち大阪の子どもやでェ（歌：東京放送児童合唱団）

### キング盤（TV-28）
1. ユミちゃんの引越し 〜さよならツトム君〜
2. はじめての僕デス（歌：宮本浩次）

### フィリップス盤（FS-501）
1. ユミちゃんの引越し 〜さよならツトム君〜（歌：川橋啓史）
2. ボクたち大阪の子どもやでェ（歌：東京放送児童合唱団（TGC））

### ビクター盤（KV-45）
1. ユミちゃんの引越し 〜さよならツトム君〜（歌：吉岡ひでたか、平塚磨紀）
2. ネコという名前の猫（歌：吉岡ひでたか）

### ユニオン盤（US-7002）
1. ユミちゃんの引越し 〜さよならツトム君〜（歌：岡浩也）
2. オナカの大きな王子さま（歌：岡浩也）